# Socorro Avelar
Socorro Avelar (Cuernavaca, 20 de març de 1925 - Ciutat de Mèxic, 11 de febrer de 2003) va ser una actriu, directora i escriptora mexicana de cinema, teatre, ràdio i televisió.

## Biografia
Va estudiar a la Facultat de Filosofia i Lletres de la UNAM. Es va iniciar com a directora en l'obra Doña Clarines el 1946. A l'any següent va entrar a estudiar actuació a la Escuela de Artes Teatrales del Instituto Nacional de Bellas Artes. Després va dirigir obres com El triángulo sutil i Como las estrellas y todas las cosas. Com a actriu va debutar el 1950 en l'obra Rosalba y los llaveros. Va debutar en cinema el 1962 amb la pel·lícula El tejedor de milagros. També va ser una prolífica actriu de televisió, on va debutar amb la telenovel·la Corazón salvaje (la primera versió mexicana per a televisió), de 1966, a la qual seguiren una llarga llista, com El ídolo, La Constitución, Muchacha italiana viene a casarse, El carruaje, Los ricos también lloran, Soledad, El derecho de nacer, Bendita mentira, La antorcha encendida i El manantial. També es va destacar com a dramaturga, va escriure l'obra en tres actes Los irredentos, que fins avui no ha estat portada a escena.

## Filmografia

### Telenovel·les
- El manantial (2001-2002): Doña Catalina Sosa
- Atrévete a olvidarme (2001): Epitacia
- Alma rebelde (1999): Nana Chayo
- Te sigo amando (1996-1997): Hermelinda
- Bendita mentira (1996): Veneranda
- La antorcha encendida (1996): Chenta
- Azul (1996): Directora
- Más allá del puente (1993-1994): Serafina
- Los parientes pobres (1993): Toñita
- Yo compro esa mujer (1990): Cayetana
- El rincón de los prodigios (1987-1988): Martina
- Rosa salvaje (1987-1988): La Maldita
- El engaño (1986): Chuy
- El derecho de nacer (1981-1982): María Dolores Limonta. «Mamá Dolores»
- El hogar que yo robé (1981)
- Soledad (1980-1981): Dominga
- Los ricos también lloran (1979-1980): Morena
- La llama de tu amor (1979)
- Corazón salvaje (1977-1978): Ana
- El chofer (1974-1975)
- El juramento (1974)
- Los miserables (1974): Celadora
- La hiena (1973-1974): Socorro
- El carruaje (1972): Partera
- La maldición de la blonda (1971)
- Muchacha italiana viene a casarse (1971-1973): Dulce
- La recogida (1971): Perfecta
- Mariana (1970)
- La Constitución (1970): Ech
- El diario de una señorita decente (1969): Micaela
- Del altar a la tumba (1969)
- Águeda (1968): Jazmín
- Leyendas de México (1968)
- Frontera (1967)
- Sueña conmigo, Donaji (1967)
- El ídolo (1966)
- Corazón salvaje (1966): Ana

### Minisèries
- Color de piel (1988)

### Sèries de TV
- Mujer, casos de la vida real (1997 - 2002)
- Diseñador de ambos sexos; Capítol 18, Madres (2001): Voz

### Pel·lícules
- La milpa (2002): Ángela anciana
- Katuwira, donde nacen y mueren los sueños (1996): Solita
- Solo (1996): Abuelita
- Se equivocó la cigueña (1992)
- Tornada a Aztlán (1991): Coatlicue 1
- Un lugar en el sol (1989): Veu de la Tia
- Goitia, un dios para sí mismo (1989)
- El Imperio de la Fortuna (1986): Mare de Dionisio
- Contrabando y muerte (1986)
- Pedro Páramo (1978): Justina Díaz
- El ministro y yo (1976): Lupita
- México, México, ra ra ra (1976)
- Volver, volver, volver (1975)
- La trenza (1975)
- Azul (1971)
- Novios y amantes (1971)
- Los caifanes (1967)
- Furia en el Edén (1964)
- Los signos del zodíaco (1962)
- El tejedor de milagros (1962)
- Nazarín (1959)
- Nosoros los pobres (1948)[4]

### Teatre
- Rosalba i los llaveros
- Como las estrellas y todas las cosas
- El triángulo sutil
- Doña Clarines
- Los signos del zodiaco